# Glossosoma boltoni
Glossosoma boltoni is een schietmot uit de familie Glossosomatidae. De soort komt voor in het Palearctisch gebied.